# Anna Piaggi
Anna Piaggi (ur. 22 marca 1931 w Mediolanie zm. 6 sierpnia 2012 tamże) była od roku 1988 redaktorką włoskiego wydania magazynu Vogue, pisarką zajmująca się modą, uważaną za ikonę stylu. W 1962 roku wyszła za mąż za fotografa Alfa Castaldiego, który zmarł po 33 latach małżeństwa. W świecie mody znana była jej, datowana od 1974 roku, przyjaźń z Karlem Lagerfeldem.
Niebieskie włosy, usta pomalowane jaskrawą, czerwoną szminką, ekscentryczne stroje i eklektyzm w łączeniu poszczególnych elementów odzieży – to była jej wizytówka. Piaggi mówiąca i pisząca w sześciu językach, pomimo ekscentrycznego wyglądu, była osobą o dużym autorytecie i inspiracją dla innych artystów m.in. Dolce & Gabbana. Mówili o niej: „Anna Piaggi to prawdziwa ikona, kobieta z własnym niepowtarzalnym stylem. Jest kreatywna, ekscentryczna i nieprzewidywalna. Kochamy ją!” zaś np. Manolo Blahnik uważał ją za: „ostatni wielki autorytet sukienek”.
Posiadała kolekcję ubrań (w której są i te o 200 letniej historii) zawierającą m.in. 2865 sukni i 265 par spodni. Dane te pochodzą z 2006 roku, kiedy Piaggi miała indywidualną wystawę w Muzeum Wiktorii i Alberta.

## Książki
- Piaggi, Anna & Karl Lagerfeld. Karl Lagerfeld: A Fashion Journal. Thames and Hudson, 1986. ISBN 0-500-01395-0.
- Lagerfeld, Karl. Lagerfeld’s Sketchbook: Karl Lagerfeld’s Illustrated Fashion Journal of Anna Piaggi. Weidenfeld & Nicolson, 1988. ISBN 1-55584-019-1.
- Piaggi, Anna. Africa di Missoni per Italia 90, Anna Piaggi, Gianni Brera. Edizioni Electa, 1990. ISBN 88-435-3410-6.
- Piaggi, Anna. Anna Piaggi’s Fashion Algebra, Anna Piaggi. Thames and Hudson, 1998. ISBN 0-500-01876-6.
- Piaggi, Anna. Doppie pagine di Anna Piaggi in Vogue. Leonardo Arte, 1998. ISBN 88-7813-883-5.
- Wintour, Anna, Michael Roberts, Anna Piaggi, André Leon Talley, & Manolo Blahnik. Manolo Blahnik Drawings. Thames and Hudson, 2003. ISBN 0-500-28413-X.
- Clark, Judith (editor). Anna Piaggi Fashion-ology. Victoria and Albert Museum, 2006. ISBN 0-9552335-0-X / ISBN 978-0-9552335-0-0.